# Åbo stadshus

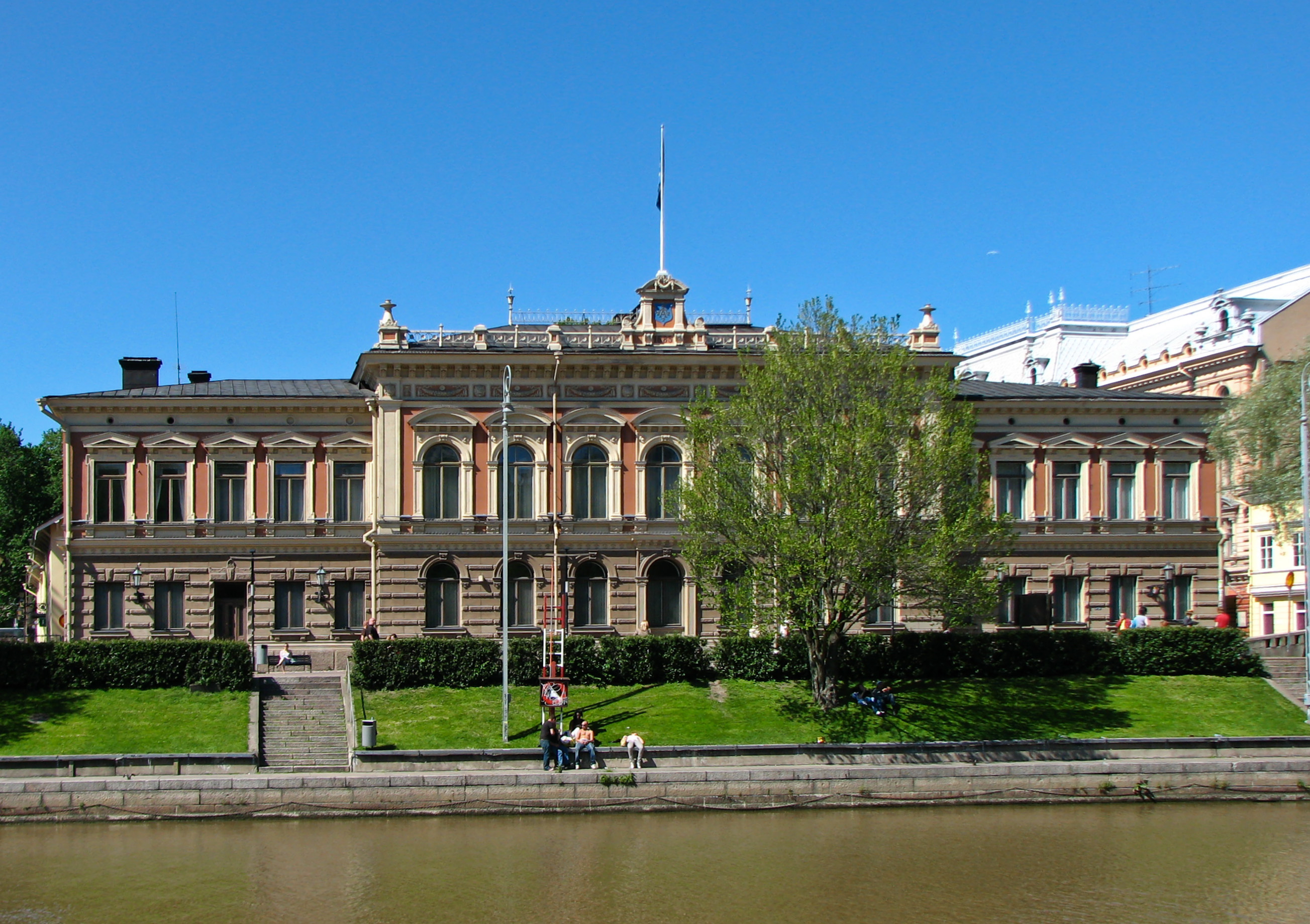
Åbo stadshus.

Åbo stadshus är en byggnad i centrala Åbo vid Aura å vid Västra Strandgatan. Ursprungligen fungerade byggnaden som societetshus. Den ryske kejsaren och andra notabiliteter skulle kunna övernatta och arrangera bal när de besökte staden. Det byggdes mellan åren 1810 och 1811 efter ritningar av Charles Bassi. Efter ritningar av den finländska arkitekten Frans Anatolius Sjöström förnyades byggnaden i nyrenässansstil 1879–1883 och den blev stadens nya stadshus. På samma tomt finns det två stenhus från 1860 ritade av Georg Theodor Chiewitz.